# Christian Clot
Christian Clot (n. 1972, Suiza) es un explorador y un autor franco-suizo, principalmente conocido por sus exploraciones en la Patagonia y en la Cordillera Darwin, donde el realizó en solitario la primera travesía conocida de la parte central en 2006. Es desde 2010 Vicepresidente de la Sociedad de los Exploradores Franceses.

## Película
- La Trace des Hommes de C. Clot et N. Tomä / 3*26min. production Gedeon Programmes (2010)
- Aux origines du monde Ultimaterra (2007)
- Ultima Cordillera, au coeur des tempêtes Delcor production (2005)